# Romualdo Pacheco
José Antonio Romualdo Pacheco Jr. (Santa Barbara, 31 ottobre 1831 – Oakland, 23 gennaio 1899) è stato un politico e diplomatico statunitense.

## Biografia
Di etnia californio, è stato il governatore della California dal febbraio 1875 al dicembre dello stesso anno. 
Dal dicembre 1871 al febbraio 1875 era stato vice-governatore della California con Newton Booth alla guida dello Stato. 
Rappresentante del Partito Democratico prima, del Partito dell'Unità Nazionale e del Partito Repubblicano dopo il 1868, nel corso della sua carriera di diplomatico ha svolto il ruolo di ambasciatore (all'epoca Ministro) degli Stati Uniti d'America negli anni 1891-1893 in diversi Paesi ispanici, ossia Nicaragua, Costa Rica, Honduras, El Salvador e Guatemala.
Dal marzo 1877 al febbraio 1878 e poi nuovamente dal marzo 1879 al marzo 1883 è stato membro della Camera dei rappresentanti per la California.
Inoltre, dall'ottobre 1863 al dicembre 1867, è stato Tesoriere della California.
Morì nel 1899 a Oakland all'età di 67 anni.